# Purav Radža
Purav Radža (* 7. prosince 1985 Bombaj) je indický profesionální tenista a deblový specialista. Ve své dosavadní kariéře na okruhu ATP World Tour vyhrál dva deblové turnaje. Na challengerech ATP a okruhu ITF získal do roku 2019 třicet jedna titulů ve čtyřhře.
Na žebříčku ATP byl ve dvouhře nejvýše klasifikován v červenci 2007 na 813. místě a ve čtyřhře pak v červenci 2017 na 52. místě.
V indickém daviscupovém týmu debutoval v roce 2013 novodillíjským čtvrtfinálem 1. skupiny zóny Asie a Oceánie proti Jižní Koreji, v němž vyhrál s Leandrem Paesem čtyřhru. Jihokorejci zvítězili 4:1 na zápasy. Do roku 2019 v soutěži nastoupil k dvěma mezistátním utkáním s bilancí 0–0 ve dvouhře a 1–1 ve čtyřhře.

## Tenisová kariéra
V rámci hlavních soutěží událostí okruhu ITF debutoval v lednu 2005, když na turnaj v Dillí obdržel divokou kartu. V úvodním kole podlehl krajanu Višalu Uppalovi. Premiérový deblový titul na challengerech si odvezl z uzbeckého Karši během srpna 2009. V páru s Australanem Sadikem Kadirem ve finále přehráli Lotyše Andise Jušku a Denisse Pavlovse.
Na okruhu ATP World Tour debutoval čtyřhrou BRD Năstase Țiriac Trophy 2011 v Bukurešti. V úvodním kole s Italem Alessandrem Mottim vypadli s australsko-americkou dvojicí Jordan Kerr a Travis Parrott. Premiérový kariérní vyhraný zápas v této úrovni dosáhl ve čtyřhře Claro Open Colombia 2013 v Bogotě. Po boku stabilního spoluhráče Divije Šarana postoupili až do finále, v němž zdolali francouzsko-nizozemský pár Édouard Roger-Vasselin a Igor Sijsling. Druhý titul vybojoval na mexickém Los Cabos Open 2016, kde opět se Šaranem zvládli finálový duel s izraelsko-britskou sestavou Jonatan Erlich a Ken Skupski.
Debut v hlavní soutěži nejvyšší grandslamové kategorie zaznamenal v mužském deblu Wimbledonu 2013, když se Šaranem prošli do hlavní soutěže z kvalifikace. V úvodním kole však ztratili vedení 2–0 na sety a odešli poraženi od americko-německé dvojice Nicholas Monroe a Simon Stadler.

## Finále na okruhu ATP World Tour
| Legenda                         |
| D – dvouhra; Č – čtyřhra        |
| Grand Slam (0)                  |
| Turnaj mistrů (0)               |
| ATP World Tour Masters 1000 (0) |
| ATP World Tour 500 (0)          |
| ATP World Tour 250 (2–2 Č)      |

### Čtyřhra 4 (2–2)
| Stav      | č. | datum             | turnaj             | povrch    | spoluhráč      | soupeři ve finále                    | výsledek           |
| --------- | -- | ----------------- | ------------------ | --------- | -------------- | ------------------------------------ | ------------------ |
| Vítěz     | 1. | 21. července 2013 | Bogotá, Kolumbie   | tvrdý     | Divij Šaran    | Édouard Roger-Vasselin Igor Sijsling | 7–6(7–4), 7–6(7–3) |
| Finalista | 1. | 8. února 2015     | Záhřeb, Chorvatsko | tvrdý (h) | Fabrice Martin | Marin Draganja Henri Kontinen        | 4–6, 4–6           |
| Vítěz     | 2. | 14. srpna 2016    | Los Cabos, Mexiko  | tvrdý     | Divij Šaran    | Jonatan Erlich Ken Skupski           | 7–6(7–4), 7–6(7–3) |
| Finalista | 2. | 8. ledna 2017     | Čennaí, Indie      | tvrdý     | Divij Šaran    | Rohan Bopanna Džívan Nedunčežijan    | 3–6, 4–6           |

## Tituly na challengerech ATP
| Legenda               |
| --------------------- |
| Challengery (15–19 Č) |

### Čtyřhra (15 titulů)
| č.  | datum         | turnaj                         | povrch      | spoluhráč         | soupeři ve finále                  | výsledek               |
| --- | ------------- | ------------------------------ | ----------- | ----------------- | ---------------------------------- | ---------------------- |
| 1.  | srpen 2009    | Karši, Uzbekistán              | tvrdý       | Sadik Kadir       | Andis Juška Deniss Pavlovs         | 6–3, 7–6(7–4)          |
| 2.  | listopad 2010 | Tojota, Japonsko               | koberec (h) | Treat Conrad Huey | Tasuku Iwami Hiroki Kondo          | 6–1, 6–2               |
| 3.  | květen 2011   | Cremona, Itálie                | tvrdý       | Treat Conrad Huey | Tomasz Bednarek Mateusz Kowalczyk  | 6–1, 6–2               |
| 4.  | březen 2013   | Kjóto, Japonsko                | koberec     | Divij Šaran       | Chris Guccione Matt Reid           | 6–4, 7–5               |
| 5.  | březen 2014   | Kjóto, Japonsko                | koberec     | Divij Šaran       | Sančai Ratiwatana Michael Venus    | 5–7, 7–6(7–3), [10–4]  |
| 6.  | srpen 2015    | Portorož, Slovinsko            | tvrdý       | Fabrice Martin    | Aleksandr Buryj Andreas Siljeström | 7–6(7–5), 4–6, [18–16] |
| 7.  | červen 2016   | Manchester, Spojené království | tráva       | Divij Šaran       | Ken Skupski Neal Skupski           | 6–3, 3–6, [11–9]       |
| 8.  | červen 2016   | Surbiton, Spojené království   | tráva       | Divij Šaran       | Ken Skupski Neal Skupski           | 6–4, 7–6(7–3)          |
| 9.  | červenec 2016 | Segovia, Španělsko             | tvrdý       | Divij Šaran       | Quino Muñoz Akira Santillan        | 6–3, 4–6, [10–8]       |
| 10. | říjen 2016    | Puné, Indie                    | tvrdý       | Divij Šaran       | Luca Margaroli Hugo Nys            | 3–6, 6–3, [11–9]       |
| 11. | květen 2017   | Bordeaux, Francie              | antuka      | Divij Šaran       | Santiago González Artem Sitak      | 6–4, 6–4               |
| 12. | listopad 2017 | Knoxville, Spojené státy       | tvrdý (h)   | Leander Paes      | James Cerretani John-Patrick Smith | 7–6(7–4), 7–6(7–4)     |
| 13. | listopad 2017 | Champaign, Spojené státy       | tvrdý (h)   | Leander Paes      | Ruan Roelofse Joe Salisbury        | 6–3, 6–7(5–7), [10–5]  |
| 14. | září 2018     | Istanbul, Turecko              | tvrdý       | Rameez Junaid     | Timur Chabibulin Vladyslav Manafov | 7–6(7–4), 4–6, [10–7]  |
| 15. | říjen 2018    | Ismaning, Německo              | koberec     | Antonio Šančić    | Rameez Junaid David Pel            | 5–7, 6–4, [10–5]       |